# Ентомологічний музей Томаса Вітта

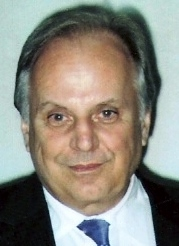
Thomas J. Witt

Музей Вітта Мюнхена — найбільша у світі колекція метеликів, знаходиться у Мюнхені, Німеччина. Музей був заснований в 1980 році Томасом Вітта. Його сім'я добре відомих підприємців у Німеччині заснувала висилковий дім Witt Weiden. Колекція складається з 10 мільйонів екземплярів з усього світу.
Музей є відділом у складі Державної зоологічної колекції Мюнхена.